# 버락 오바마 행정부
버락 오바마 행정부(Barack Obama Administration)는 상원 의원 버락 오바마가 제44대 대통령으로 취임하여, 2009년 1월 20일부터 2017년 1월 20일까지 존재한 미국의 정부이다.

## 인수위원회 활동
2008년 11월 4일의 대통령 선거 승리 직후, 대통령에 준하는 경호와 행정 지원을 받으며 당선자(당시)로서의 직무를 시작한 버락 오바마는, 존 포데스타, 발레리 자렛, 피테 라우스 공동위원장이 총괄하는 매뉴얼]] 당시 미국연방하원의원(일리노이주 제5지역구)을 중심으로, 새 정부에서 일할 각종 장차관들을 비롯한 주요 인물들의 인선, 그리고 새 정부가 펼칠 주요 정책의 연구 및 실천 방안 논의 등의 업무를 수행하였다.
인선 결과(하단의 '내각 구성원 명단' 참조), 전임 조지 W. 부시 행정부 출신 인사(로버트 게이츠 국방장관 등)와 공화당 출신 인사들부터 시작, 힐러리 클린턴(국무장관)으로 대표되는 중도파 인사(램 이매뉴얼 백악관 비서실장 등)들, 미국 내 소수 인종 및 계층(에릭 신세키 보훈장관, 에릭 홀더 법무장관 등)까지 아우른 이른바 '거국 내각'의 성격을 띠었다. 또한, 빌 클린턴 제42대 대통령 행정부 출신 인사들이 경제관련 요직들을, 앨 고어 제45대 부통령 계열의 인사들이 환경정책 관련 부서장들을 대거 차지하는 특징도 보였다.
정책적으로는 인수위 초반(11월) '신 뉴딜' 정책을 좀 더 구체화시킨 '녹색 뉴딜'을 2008년 12월 중순에 내놓았는데, 기존 석유 등 화석연료 중심의 미국 경제 체질을 신재생 에너지 중심의 친환경 고효율로 변화시키겠다는 계획이었다. 그러나, 로드 블라고제비치 일리노이 주지사의 상원의원(오바마의 후임자 물색 과정 도중) 매관매직 사건, 빌 리처드슨 상무장관 내정자의 뉴멕시코 주지사 집무당시의 뇌물 수뢰 의혹으로 인한 낙마 등 여러 오점도 남겼다.
취임 직전까지 오바마는 여러 책을 읽고 인수위 위원들과 토론하면서 국정 구상을 했는데, 프랭클린 루스벨트 제32대 대통령의 임기시작 최초 100일(The first 100 days)동안의 업적들을 연구하였다.

## 제1차 오바마 행정부 (2009년~2013년)

### 취임과 100일
2009년 1월 20일(현지시각), 미국 수도 워싱턴 D.C.의 연방 의회의사당 앞에서 배우자 미셸 오바마를 포함한 가족과 약 2백만 군중(추산)이 지켜본 가운데, 관례에 따라 조 바이든 부통령이 먼저 취임선서를 마치고, 12시에 헌법에 따라 임기 개시, 12시 5분에 에이브러햄 링컨 제16대 대통령이 취임식에 사용했던 성경에 손을 얹은 버락 오바마 대통령이 존 로버츠 연방 대법원장의 주재 아래 취임선서를 마치면서, 4년의 공식 임기를 개시하였다.
이라크와 아프가니스탄 전쟁, 주택저당대출과 무분별한 신용 남발 등으로 촉발된 전지구적 금융위기 등, 취임과 함께 맞이한 상황은 여러 면에서 1933년 루스벨트 취임 당시(제2차 세계대전 직전과 세계 대공황 등으로 대표되는)와 매우 유사한데, 이러한 국난의 극복과 미국의 재도약을 위하여, 당장 취임 다음날부터 경제 회복을 위한 정책안들(패키지, Recovery Package)의 시행을 위한 협상, 관타나모 수용소 해체를 위한 행정절차 착수와 4개월간 관련 재판 중지, 부정부패 및 비리 근절을 위한 공무원 윤리규정 강화 등의 업무를 수행하였다.
오바마 대통령이 최초로 친필서명한 법률은 레드베터 공정임금법(임금차별 금지법, 현지시각 2009년 1월 29일)으로, 성별, 인종, 종교, 나이, 장애 등을 이유로 임금 차별을 당한 노동자들이 시한 없이 언제든 사용자(경영진)에게 시정을 요구하는 소송을 낼 수 있게 된 법률이다.

## 제2차 오바마 행정부 (2013년~2017년)
2013년 1월 20일(현지시각), 연방 의회의사당 앞에서 4년 전과 동일한 방식으로 임기를 개시하였다.
2016년 대통령 선거에서 도널드 트럼프가 당선됨에 따라 2009년 조지 W. 부시 행정부 이후인 2017년에 8년만에 다시 공화당에게 정권을 이양하였다.
전세계에서 유일한 반인륜적인 핵무기 사용 국가이면서 많은 핵을 보유하고 있는 미국이 노벨평화상을 수상한 버락 오바마가 대통령으로 있던 버락 오바마 행정부에서 대북정책으로 '전략적 인내'를 채택하면서 대한민국을 미국무기 최대 수출국이 되게 하여 북한의 핵 능력을 고도화하는데 기여하였다. 오바마 행정부의 각료들이 물러나면서 후임자인 도널드 트럼프에게 "최우선 순위는 북핵"이라고 말한 것이나 도널드 트럼프로부터 "한 것이 아무 것도 없다"는 비판을 받는 부분이다.

## 정부 구성원 명단
| 관직명              | 사진                                 | 이름               | 재임 기간       | 비고                         |
| ------------------- | ------------------------------------ | ------------------ | --------------- | ---------------------------- |
| 대통령              |                                      | 버락 오바마        | 2009년 ~ 2017년 |                              |
| 부통령              |                                      | 조 바이든          | 2009년 ~ 2017년 |                              |
| 국무부 장관         |                                      | 힐러리 클린턴      | 2009년 ~ 2013년 | 오바마에 이어 대선 출마      |
| 국무부 장관         |                                      | 존 케리            | 2013년 ~ 2017년 |                              |
| 재무부 장관         |                                      | 티머시 가이트너    | 2009년 ~ 2013년 |                              |
| 재무부 장관         |                                      | 잭 루              | 2013년 ~ 2017년 |                              |
| 국방부 장관         |                                      | 로버트 게이츠      | 2009년 ~ 2011년 | 조지 W. 부시 행정부에서 유임 |
| 국방부 장관         |                                      | 리언 패네타        | 2011년 ~ 2013년 |                              |
| 국방부 장관         |                                      | 척 헤이글          | 2013년 ~ 2015년 |                              |
| 국방부 장관         |                                      | 애슈턴 카터        | 2015년 ~ 2017년 |                              |
| 법무부 장관         |                                      | 에릭 홀더          | 2009년 ~ 2015년 |                              |
| 법무부 장관         |                                      | 로레타 린치        | 2015년 ~ 2017년 |                              |
| 내무부 장관         |                                      | 켄 살라사르        | 2009년 ~ 2013년 |                              |
| 내무부 장관         | 80Sally Jewell official portrait.jpg | 샐리 주얼          | 2013년 ~ 2017년 |                              |
| 농무부 장관         |                                      | 톰 빌색            | 2009년 ~ 2017년 |                              |
| 상무부 장관         |                                      | 게리 로크          | 2009년 ~ 2011년 |                              |
| 상무부 장관         |                                      | 존 브라이슨        | 2011년 ~ 2012년 |                              |
| 상무부 장관         |                                      | 페니 프리츠커      | 2013년 ~ 2017년 |                              |
| 노동부 장관         |                                      | 힐다 솔리스        | 2009년 ~ 2013년 |                              |
| 노동부 장관         |                                      | 토머스 페레스      | 2013년 ~ 2017년 |                              |
| 보건복지부 장관     |                                      | 캐슬린 시벨리어스  | 2009년 ~ 2014년 |                              |
| 보건복지부 장관     |                                      | 실비아 매슈스 버웰 | 2014년 ~ 2017년 |                              |
| 주택도시개발부 장관 |                                      | 숀 도너번          | 2009년 ~ 2014년 |                              |
| 주택도시개발부 장관 |                                      | 훌리안 카스트로    | 2014년 ~ 2017년 |                              |
| 교통부 장관         |                                      | 레이 러후드        | 2009년 ~ 2013년 |                              |
| 교통부 장관         |                                      | 앤서니 폭스        | 2013년 ~ 2017년 |                              |
| 에너지부 장관       |                                      | 스티븐 추          | 2009년 ~ 2013년 |                              |
| 에너지부 장관       |                                      | 어니스트 모니즈    | 2013년 ~ 2017년 |                              |
| 교육부 장관         |                                      | 안 덩컨            | 2009년 ~ 2017년 |                              |
| 보훈부 장관         |                                      | 에릭 신세키        | 2009년 ~ 2014년 |                              |
| 보훈부 장관         |                                      | 로버트 맥도널드    | 2014년 ~ 2017년 |                              |
| 국토안보부 장관     |                                      | 재닛 나폴리타노    | 2009년 ~ 2013년 |                              |
| 국토안보부 장관     |                                      | 제이 존슨          | 2013년 ~ 2017년 |                              |
|                     |                                      |                    |                 |                              |
| 대통령 비서실장     |                                      | 람 이매뉴얼        | 2009년 ~ 2010년 |                              |
| 대통령 비서실장     |                                      | 윌리엄 딜레이      | 2011년 ~ 2012년 |                              |
| 대통령 비서실장     |                                      | 잭 류              | 2012년 ~ 2013년 |                              |
| 대통령 비서실장     |                                      | 데니스 맥도너      | 2013년 ~ 2017년 |                              |
| 환경보호국장        |                                      | 리사 잭슨          | 2009년 ~ 2013년 |                              |
| 환경보호국장        |                                      | 지나 매카시        | 2013년 ~ 2017년 |                              |
| 행정관리예산국장    |                                      | 피터 오재그        | 2009년 ~ 2010년 |                              |
| 행정관리예산국장    |                                      | 잭 류              | 2010년 ~ 2012년 |                              |
| 행정관리예산국장    |                                      | 실비아 매슈수 버웰 | 2013년 ~ 2014년 |                              |
| 행정관리예산국장    |                                      | 숀 도너번          | 2014년 ~ 2017년 |                              |
| 무역대표부 대표     |                                      | 론 커크            | 2009년 ~ 2013년 |                              |
| 무역대표부 대표     |                                      | 마이클 프로먼      | 2013년 ~ 2017년 |                              |
| 유엔 주재 대사      |                                      | 수전 라이스        | 2009년 ~ 2013년 |                              |
| 유엔 주재 대사      |                                      | 서맨사 파워        | 2013년 ~ 2017년 |                              |

## 같이 보기
- 2008년 미국 대통령 선거
- 2012년 미국 대통령 선거
- 오바마케어
  - 토드 박(en:Todd Park)
- 미국신안보센터(CNAS, en:Center for a New American Security)